# 상곡초등학교
상곡초등학교는 대한민국 충청남도 금산군 군북면에 있는 공립 초등학교이다.

## 학교 연혁
- 1937.04.20 상곡간이학교 설립인가
- 1942.03.31 상곡공립국민학교 승격
- 1984.02.28 상곡국민학교 병설유치원 인가
- 1996.03.01 상곡초등학교로 개칭
- 2010.07.24 자연속의 아토피 안심학교 지정
- 2011.11.31 아토피 케어센터 준공
- 2014.12.19 학교보건관리 우수 교육감 표장
- 2015.02.13 제60회 졸업(누계 1,606명)
- 2015.03.02 1학년 5명 입학, 6학급 편성(유치원 1학급)

## 참고 자료
- 상곡초등학교 - 한국교육학술정보원 학교알리미